# Akroúnta
Akroúnta är en ort i Cypern.   Den ligger i distriktet Eparchía Lemesoú, i den centrala delen av landet, 50 km sydväst om huvudstaden Nicosia. Akroúnta ligger 103 meter över havet och antalet invånare är 360. Den ligger på ön Cypern.
Terrängen runt Akroúnta är huvudsakligen kuperad. Akroúnta ligger nere i en dal. Trakten runt Akroúnta är ganska tätbefolkad, med 120 invånare per kvadratkilometer. Närmaste större samhälle är Limassol, 9,8 km söder om Akroúnta. Trakten runt Akroúnta är i huvudsak ett öppet busklandskap.
Medelhavsklimat råder i trakten. Årsmedeltemperaturen i trakten är 22 °C. Den varmaste månaden är juli, då medeltemperaturen är 33 °C, och den kallaste är januari, med 11 °C. Genomsnittlig årsnederbörd är 510 millimeter. Den regnigaste månaden är december, med i genomsnitt 112 mm nederbörd, och den torraste är augusti, med 1 mm nederbörd.